# North Elmsall
North Elmsall är en by i civil parish Upton and North Elmsall, i Storbritannien. Den ligger i distriktet Wakefield i grevskapet West Yorkshire i riksdelen England, i den centrala delen av landet, 250 km norr om huvudstaden London. North Elmsall var en civil parish från 1866 till 2023 då den blev en del av Upton and North Elmsall, South Elmsall och Wentbridge. Civil parish hade 4 075 invånare år 2021. Byn nämndes i Domedagsboken (Domesday Book) år 1086, och kallades då Ermeshala/Ermeshale.